# Kunoichi -忍-
『Kunoichi -忍-』（くのいち）は、2003年12月4日にセガから発売されたPlayStation 2用アクションゲーム。『Shinobi』の続編に当たる。
主人公である緋花を使い、華麗な連撃により敵を倒すゲーム。
キャッチコピーは「魅せられたら、最期。」

## 内容
一定時間内に連続して敵を倒すごとに攻撃力が上がる「殺陣」と呼ばれるシステムは、前作と同様である（魂魄はスラッシュゲージと言う仕様に変更）。
前作『Shinobi』のシステムを受け継いでおり、初心者にとっては難しいと言えるゲーム内容が用意されている（以下、例）。
- 穴（画面外）に落ちたら体力に関係なく死亡
- 死亡したらステージの復帰地点から（最初から）やり直し

なお、今作においては難易度緩和のためか敵を攻撃後のジャンプ回数が増え、特定のキャラクターは第二のステルスダッシュとも言える空中キックが使えるため、若干死に難くなっている。
加えて悪食による体力の減少が無くなり、必殺攻撃におけるリスク減などにもその姿勢は見られる。空中での行動のバリエーションが増えたため、空中でのより華麗な連撃が可能となっている。
また1ステージにおいてある程度中継ポイントがあり、「死んだら一気に最初から」と言うシステムは緩和された（中継ポイントが無いステージも存在する）。
更に、初心者向けの難易度として「ビギナー」があるが、出現した敵を自動的にロックオンする仕様であり、煩雑でない反面、空中での連撃中に狙っていない敵をロックオンして墜落事故を起こす可能性もある。

## 登場人物
緋花（ひばな） - 声優：田中敦子
年齢:22歳　誕生日:9月23日　血液型:B
身長:170cm　体重:53kg
スリーサイズ:B86 W58 H89
使用武器:現世（）、双翅（）
本作の主人公。政府機関の指令の下、忍務を遂行するShinobi機関の女忍者＝くノ一 。元々は朧一族当主の血筋の生まれだが、当主継承を認められることのない女性であった為、物心つかぬうちに分家へ養女に出され、周囲に疎まれる失意の幼少期を過ごす。 その中で、緋花は忍の技に天賦の才を発揮し、その才能を認める師・地蟲と出会う。しかし、ある事件をきっかけに己の力では抗えない宿命の中で、冷めたシニカルな忍として、忍務をこなすようになっていった。口癖は「ついてないわね」
地蟲（じむし） - 声優：沢木郁也
年齢:48歳　誕生日:6月27日　血液型:O
身長:180cm　体重:78kg
使用武器:鎚翅牙（ツイシガ）
中臣傭兵忍部隊のリーダー。トラップを使った戦法を得意とする。
名高い歴戦の猛者で緋花を弟子として育てていた過去を持つが、ある忍務を放棄して抜け忍となる。
現在は中臣傭兵忍部隊を率い、政府に先んじての悪食回収を命じられている。
翡水（ひすい） - 声優：斎藤千和
年齢:16歳　誕生日:2月22日　血液型:B
身長:160cm　体重:48kg
スリーサイズ:B88 W56 H86
使用武器:傘槍・葵（サンソウ・アオイ）
地蟲の現在の弟子であり、中臣傭兵忍部隊の紅一点。
水を使った忍術を得意とし、大きな傘と水泳用のゴーグルが特徴的なくノ一。
政府に抹殺された一族の生き残りであり、地蟲を師と仰ぎ、付き従う。
風車（かざぐるま） - 声優：石塚運昇
年齢:55歳　誕生日:1月1日　血液型:A
身長:220cm （笠込み）　体重:85kg
使用武器:血風輪（ケップウリン）
中臣傭兵忍部隊の一人。生い立ちや出身は不明だが、強者と戦うことを求めて中臣傭兵忍部隊に参加する。名前の通り、風車のような武器を操り風の忍術を使う。
鬼火（おにび） - 声優：高木渉
年齢:26歳　誕生日:7月31日　血液型:AB
身長:190cm　体重:69kg
使用武器:火打ち籠手・猿爪（ヒウチゴテ・サルヅメ）
中臣傭兵忍部隊の一人。炎の忍術を使い武器は花火。自分より強い人間が殺してくれる事を一番のエクスタシーと感じている。口癖は「ベイベー」
黒鋼（くろはがね） - 声優：α髙階俊嗣、β原田正夫、F飯田浩志
中臣財閥の手によって、悪食を回収するために開発されたサイバネティックス兵器。最初に登場するのはプロトタイプで、徐々にバージョンアップしていく。
産土 篝（うぶすな かがり）
産土ヒルコの子孫。今作はオープニングデモのみ登場。
黄金城事件後は産土家の当主となり、後述する有明結界網を構築する。
その後の動向は不明。
シークレットキャラクター
秀真（ほつま） - 声優：岸尾大輔
前作Shinobiの主人公、今回はゲストキャラとして参戦。
前作のシステム同様、悪食の影響を受ける。（スラッシュゲージを常に消耗し、ゲージが尽きると体力を消耗する）
殺陣を決めることが困難な場合もあるが、その分攻撃力が高く必殺技の突きの威力は装甲のある敵でも多段ヒットで倒せるほどである。
ジョー・武蔵（ジョー・ムサシ） - 声優：森川智之
Shinobi・kunoichiの前身であるザ・スーパー忍の主人公。前作に引き続きプレイヤーキャラとして登場する。
太刀による攻撃は緋花の半分の威力しかないが、手裏剣が無制限に使用可能で装甲を破壊することができるほどの高い攻撃力になっている。

## 用語解説
殺陣（たて）
このゲームにおいて最も重要なシステム。一定時間内に画面内に出現している敵を連続して倒すごとに攻撃力が増す。倒した敵はしばらく画面内に残り続け、最後に倒した敵から一定時間又は全滅させるまで継続する（増援が出現した場合は延長）。敵を4体以上倒した上で一定時間が経過することで、殺陣演出画面に切り替わり、倒した敵の数によって演出が変化する。使いこなせば最終ボスも一撃で仕留める事が出来る。
悪食（あくじき）
朧当主の血族のみが扱うことを許された破魔の妖刀。物を断ち斬る物理的な切れ味もさることながら、最大の特徴はその破魔の能力にある。悪食は斬りつけた敵から穢れた御霊「魄（はく）」を吸い取り、それを攻撃エネルギーに転化する事で際限なく攻撃力を増していく。しかし、魄を際限なく吸い続ける結果、使い手の魄や命さえも吸い続けると伝えられる。
黄金城事件後に臨時政府と産土篝によって9分割され、その欠片は封印を維持する咒物（）として有明結界網の祠に奉納されていた。
現世（）
緋花が所有・装備する忍刀。政府研究機関により妖刀・悪食を分析し、その力をコピーした試作品。周囲の氣（）を吸収し切れ味を増すが、その威力は悪食には及ばない。そのかわり、悪食のように使い手の魂まで吸い取るような、激しい「飢え」をもたない。
双翅（）
緋花が所有・装備する二対の小太刀。ナックルガードに手裏剣が差し込まれている。緋花は小太刀を旋回させることで威力を増し、特殊な近接攻撃手段として使いこなしている。また、緋花が初陣の際にかつての師匠である地蟲から授かった思い出の品でもあり、肌身離さず持ち歩いている。
朧一族（おぼろいちぞく）
かつて、日本のすべての忍を統括していた忍の一族。黄金城事件の際に一部の者を除き全滅した。当時の朧の当主・秀真は、Shinobi機関の命をうけ、事件鎮圧と首都奪還の忍務を果たした後、当主の証として代々受け継がれてきた妖刀「悪食」を残し、姿を消した。
Shinobi機関（しのびきかん）
旧政府および、臨時政府の指令のもと非合法活動を専門に扱う組織。バックアップを担当するエージェントの手配のもと、現地で実働する少数の忍を派遣し、テロの鎮圧や要人警護、暗殺などの忍務をおこなう。その存在は、一般には一切明らかにされていない。
中臣財閥（なかとみざいばつ）
巨大多国籍企業「中臣財閥」。江戸後期から、急激に勢力を拡大していった財閥である。一般には、日用品・食品・医療薬品・精密機械・重化学工業など、あらゆる業種を扱う一大コングロマリットである。しかし、裏では時の政府と繋がり、極秘裏に兵器開発に携わってきたといわれる。表立っては「式神掃討」を理由に、独自の忍部隊を有明結界に派遣するが、「有明結界網」のバランス崩壊は中臣財閥の関与があると見られている。前作Shinobiでは八面王の建設に関わっていたと見られる。
黄金城事件（おうごんじょうじけん）
前作Shinobiにおいて、巨悪の陰陽師、産土 ヒルコによって引き起こされた式神騒動。事件勃発と同時に東京は壊滅状態となった。当時の朧の当主・秀真により産土ヒルコが討伐され、事件は解決した。
有明結界網（ありあけけっかいもう）
黄金城事件終息後も周囲には強力な咒力（）が発し続け、異界から呼び出された式神がうごめいていた。事態を重くみた臨時政府は東京圏全体を封鎖し、黄金城跡地（）を結界の中心として9つの祠が建てて黄金城ごと式神を封じ込めることに成功した。
今作では中臣財閥傭兵忍部隊が有明結界網の拠点を襲撃し、悪食の欠片を奪ったことで緋花に指令がくだる。

## 関連商品

### 攻略本
- Kunoichi くのいち 公式ガイドブック（ISBN 4-7572-1001-9）
- Kunoichi－忍－ パーフェクトガイド（ISBN 4-7577-1740-7）

### 音楽
- Kunoichi Original Soundtrack